# Saicella mulli
Saicella mulli är en insektsart som beskrevs av Polhemus 2000. Saicella mulli ingår i släktet Saicella och familjen rovskinnbaggar. Inga underarter finns listade i Catalogue of Life.